# Pilot Pen Tennis 2008
Pilot Pen Tennis 2008 — ежегодный профессиональный теннисный турнир. проводящийся в Нью-Хейвене, США, и являющегося частью профессионального тура в международной серии для мужчин и 2-й категории для женщин.
В 2008 году турнир проводился с 15 по 23 августа.
Прошлогодние победители турнира:
- в мужском одиночном разряде —  Джеймс Блейк
- в женском одиночном разряде —  Светлана Кузнецова
- в мужском парном разряде —  Махеш Бхупати и  Ненад Зимонич
- в женском парном разряде —  Саня Мирза и  Мара Сантанджело

## US Open Series

### Мужчины
К шестой соревновательной неделе борьба за бонусные призовые выглядела следующим образом:
| Место | Игрок                  | Турниров 1 | Побед | Очков |
| ----- | ---------------------- | ---------- | ----- | ----- |
| 1-2   | Рафаэль Надаль         | 2          | 1     | 145   |
| 1-2   | Энди Маррей            | 2          | 1     | 145   |
| 3     | Хуан Мартин дель Потро | 2          | 2     | 140   |
| 4     | Жиль Симон             | 2          | 1     | 115   |
| 5     | Новак Джокович         | 2          |       | 95    |
| 6     | Энди Роддик            | 3          |       | 75    |
| 7     | Николас Кифер          | 1          |       | 70    |
| 8     | Джеймс Блейк           | 3          |       | 65    |
| 9     | Дмитрий Турсунов       | 2          |       | 60    |
| 10    | Томми Хаас             | 3          |       | 55    |

* — Золотым цветом выделены участники турнира.
1 — Количество турниров серии, в которых данный участник достиг четвертьфинала и выше (International) или 1/8 финала и выше (Masters)

### Женщины
К четвёртой соревновательной неделе борьба за бонусные призовые выглядела следующим образом:
| Место | Игрок              | Турниров 1 | Побед | Очков |
| ----- | ------------------ | ---------- | ----- | ----- |
| 1     | Динара Сафина      | 2          | 2     | 170   |
| 2     | Марион Бартоли     | 2          |       | 90    |
| 3     | Доминика Цибулкова | 2          |       | 85    |
| 4     | Александра Возняк  | 1          | 1     | 70    |
| 5     | Виктория Азаренко  | 2          |       | 60    |
| 6-7   | Ай Сугияма         | 2          |       | 50    |
| 6-7   | Елена Янкович      | 2          |       | 50    |
| 8     | Флавия Пеннетта    | 1          |       | 45    |
| 9-11  | Надежда Петрова    | 2          |       | 30    |
| 9-11  | Патти Шнидер       | 2          |       | 30    |
| 9-11  | Анна Чакветадзе    | 2          |       | 30    |

* — Золотым цветом выделены участники турнира.
1 — Количество турниров серии, в которых данный участник достиг четвертьфинала и выше (2-я категория) или 1/8 финала и выше (1-я категория)

## Соревнования

### Мужчины. Одиночный турнир
Марин Чилич обыграл  Марди Фиша со счётом 6-4, 4-6, 6-2.
- Чилич выигрывает свой дебютный титул на соревнованиях основного тура ассоциации.
- Фиш сыграл свой 2й в сезоне и 11й за карьеру одиночный финал на соревнованиях основного тура ассоциации.

### Женщины. Одиночный турнир
Каролина Возняцки обыграла  Анну Чакветадзе со счётом 3-6, 6-4, 6-1.
- Возняцки выигрывает 2й в сезоне и в карьере одиночный титул на соревнованиях ассоциации.
- Чакветадзе сыграла свой 2й одиночный финал в сезоне и 8й за карьеру на соревнованиях ассоциации.

### Мужчины. Парный турнир
Марсело Мело /  Андре Са обыграли  Махеша Бхупати /  Марка Ноулза со счётом 7-5, 6-2.
- Мело выигрывает свой 4й в сезоне и 5й за карьеру парный титул на соревнованиях основного тура ассоциации.
- Са выигрывает свой 4й в сезоне и 5й за карьеру парный титул на соревнованиях основного тура ассоциации.

### Женщины. Парный турнир
Квета Пешке /  Лиза Реймонд обыграли  Сорану Кырстя /  Монику Никулеску со счётом 4-6, 7-5, [10-7].
- Пешке выиграла свой 2й в сезоне и 13й за карьеру парный титул на соревнованиях ассоциации.
- Реймонд выиграла свой 2й в сезоне и 67й за карьеру парный титул на соревнованиях ассоциации. На этом турнире эта уже третья победа (до этого в 1999 и 2005).